# 1. Reserve-Division (Deutsches Kaiserreich)
Die 1. Reserve-Division war ein Großverband der Preußischen Armee im Ersten Weltkrieg.

## Geschichte
Die Division wurde mit Ausbruch des Ersten Weltkriegs im Bereich des 1. Armee-Korps in Königsberg aufgestellt. Zunächst kam der Verband an der Ostfront in der Schlacht bei Gawaiten-Gumbinnen zum Einsatz. Ende Oktober 1917 erfolgte die Verlegung an die Westfront. Nach Kriegsende und Räumung des besetzten Gebietes marschierte die Division in die Heimat zurück, wo sie zunächst demobilisiert und im Januar 1919 schließlich aufgelöst wurde.

### Gefechtskalender

#### 1914
- 19. bis 20. August – Schlacht bei Gawaiten-Gumbinnen
- 23. bis 31. August – Schlacht bei Tannenberg
  - 26. August – Groß-Bössua-Lauteren
  - 26. August – Gefecht am Bössauer See
  - 28. August – Dorothowo, Zasdrocz
  - 29. August – Neidenburg-Hohenstein
- 05. bis 15. September – Schlacht an den Masurischen Seen
  - 8. bis 10. September – Schlacht bei Gerdauen
  - 11. September – Jodlanken
  - 11. bis 12. September – Krusinn
  - 12. September – Tutschen
  - 13. September – Bruszen
  - 15. September – Sredniki
- 25. bis 30. September – Gefechte am Njemen
  - 28. bis 30. September – Krasna und Simno
- 03. Oktober bis 5. November – Stellungskämpfe um Wirballen
  - 5. November – Pojewon-Pillupönen
- 06. bis 8. November – Schlacht bei Göritten
- 10. bis 13. November – Schlacht bei Włocławek
- 14. bis 19. November – Kämpfe bei Gostynin-Gombin
  - 15. November – Rembow und Biolotarsk
  - 16. November – Zelatka-Bialawy
  - 17. bis 18. November – an der Straße Gostynin-Gombin
  - 19. November – Einnahme von Gombin
- 19. bis 20. November – Russischer Überfall auf Sanniki
  - 20. November – Sanniki-Czermno
- 20. bis 29. November – Schlacht um Łódź
  - 26. bis 29. November – Rückzugs- und Deckungsgefechte westlich und nordwestlich Łowicz
- 30. November bis 16. Dezember – Stellungskämpfe westlich und nördlich Lowicz
- 17. Dezember – Einnahme von Lowicz
- 19. bis 22. Dezember – Budy-(Gralski)-Ziemieary

#### 1915
- 31. Januar bis 2. Februar – Schlacht bei Humin
- 20. bis 27. Februar – Schlacht von Przasnysz
  - 21. bis 24. Februar – Einschließung und Erstürmung von Przasnysz
  - 25. bis 27. Februar – Rückzugsgefechte nördlich Przasnysz
- 01. bis 7. März – Stellungskämpfe bei Krzynowloga-Wielka
  - 3. bis 10. März – Gefechte im Orzyc-Bogen
- 11. März bis 8. Mai – Stellungskämpfe bei Kaki-Mroczki
- 09. bis 15. Mai – Schaulen
- 18. bis 22. Mai – Kurschany und an der Windau
- 26. Mai bis 1. Juni – Kurtowiany
- 04. bis 14. Juni – Gefechte vor Schaulen
- 15. Juni bis 13. Juli – Stellungskämpfe vor Schaulen
- 14. bis 25. Juli – Schlacht um Schaulen
  - 21. Juli – Einnahme von Schaulen
  - 22. Juli – Verfolgungsgefechte südöstlich von Schaulen
  - 23. Juli – Einnahme von Szadow
  - 25. Juli – Einnahme von Poniewiecz
- 30. Juli bis 7. August – Schlacht bei Kupischki
- 05. August bis 3. September – Gefechte am Njemenek und an der Düna
- 09. September bis 1. November – Schlacht vor Dünaburg
  - 13. September bis 1. November – Kämpfe um den Brückenkopf Dünaburg
- ab 21. Oktober – Stellungskämpfe vor Riga

#### 1916
- bis 29. April – Stellungskämpfe vor Riga
- 30. April bis 24. Juni – Stellungskämpfe vor Dünaburg
  - 10. Mai – Gefecht bei Epukn unweit von Selburg/Augustinhof
- 25. Juni bis 5. Juli – Reserve der OHL

Als Verstärkung in der Brussilow-Offensive
- 05. Juli bis 7. August – Schlacht an der Strypa, am Barysz- und Koropiec-Abschnitt
- 11. bis 14. August – Rückzugsgefechte zwischen Strypa und Zlota-Lipa
- 15. August bis 8. September – Stellungskämpfe an der Zlota-Lipa, am Ceniowka-Abschnitt und bei Zborow
  - 1. September bis 5. September – Schlacht bei Hnilcze
    - II./RIR 1 geht verloren & 3 MGK[1]

  - 6. September bis 8. September – Erste Schlacht an der Narajowka und Zlota-Lipa
- 09. September bis 5. Oktober – Stellungskämpfe an der Narajowka und Zlota-Lipa und an der Ceniowka
  - 16. bis 19. September – Zweite Schlacht an der Narajowka und Zlota-Lipa

Wie verlustreich die dreimonatigen Kämpfe in Ostgalizien für die Division waren zeigen die Abschiedsworte des Oberkommandierenden der Südarmee:

„In mehr als zweimonatigen harten Kämpfen hat die tapfere Division der Armee vorzügliche Dienste geleistet und mehr als einmal ihren bedrohten Nachbartruppen mit bestem Erfolge ihre hilfreiche Hand gereicht. Nahezu Dreiviertel ihres Bestandes (ca. 15.000 Soldaten, Anm. v. Verf.) hat sie seit Anfang Juli dieses Jahres geopfert.“

- ab 1. Oktober --- Stellungskämpfe vor Riga

#### 1917
- bis 31. August – Stellungskämpfe vor Riga
  - 5. bis 9. Januar – Winterschlacht an der Aa
  - 23. Januar bis 3. Februar – Winterschlacht an der Aa
- 01. bis 5. September – Schlacht um Riga
  - 3. September – Einnahme des westlich der Düna gelegenen Teils von Riga
- 06. September bis 30. Oktober – Stellungskämpfe nördlich der Düna
- 31. Oktober bis 5. November – Transport nach dem Westen
- 05. November bis 31. Dezember – Stellungskämpfe in der Champagne

#### 1918
- 01. Januar bis 28. April – Stellungskämpfe in der Champagne
- 06. Mai bis 8. Juni – Kämpfe an der Avre und bei Montdidier und Noyon
- 09. Juni bis 7. August – Kämpfe an der Avre und an der Matz
- 08. bis 20. August – Abwehrschlacht zwischen Somme und Avre
  - 9. bis 27. August – Schlacht um Roye und Lassigny
- 28. August bis 3. September – Schlacht am Nordkanal bei Nesle und Noyon
- 04. bis 18. September – Kämpfe vor der Siegfriedstellung
- 08. September bis 8. Oktober – Abwehrschlacht zwischen Cambrai und St. Quentin
- 19. September bis 9. Oktober – Kämpfe in der Siegfriedstellung
- 10. Oktober bis 4. November – Kämpfe vor und in der Hermannstellung
  - 17. bis 26. Oktober – Kämpfe zwischen Oise und Serre
- 05. bis 11. November – Rückzugskämpfe vor der Antwerpen-Maas-Stellung
- ab 12. November – Räumung des besetzten Gebietes und Marsch in die Heimat

## Gliederung
Zusammen mit der 36. Reserve-Division bildete es das I. Reserve-Korps unter Otto von Below.

### Kriegsgliederung bei Mobilmachung 1914
- 1. Reserve-Infanterie-Brigade
  - Reserve-Infanterie-Regiment Nr. 1
  - Reserve-Infanterie-Regiment Nr. 3
- 72. Reserve-Infanterie-Brigade
  - Reserve-Infanterie-Regiment Nr. 18
  - Reserve-Infanterie-Regiment Nr. 59
  - Reserve-Jäger-Bataillon Nr. 1
- Reserve-Ulanen-Regiment Nr. 1
- Reserve-Feldartillerie-Regiment Nr. 1
- 4. Kompanie/Pionier-Bataillon Nr. 2

### Kriegsgliederung am 3. Juli 1916
- 1. Reserve-Infanterie-Brigade
  - Reserve-Infanterie-Regiment Nr. 1
  - Reserve-Infanterie-Regiment Nr. 3
- 72. Reserve-Infanterie-Brigade
  - Reserve-Infanterie-Regiment Nr. 18
  - Reserve-Infanterie-Regiment Nr. 59
  - Reserve-Ulanen-Regiment Nr. 1
  - Reserve-Feldartillerie-Regiment Nr. 1
    - 6 Feld-Kannonen-Batterien
    - 1 Feld-Haubitzen-Batterie
    - 1 schwere Feld-Haubitzen-Batterie[3]

### Kriegsgliederung 1918
- 1. Reserve-Infanterie-Brigade
  - Reserve-Infanterie-Regiment Nr. 1
  - Reserve-Infanterie-Regiment Nr. 3
  - Reserve-Infanterie-Regiment Nr. 59
  - 4. Eskadron/2. Garde-Ulanen-Regiment
- Artillerie-Kommandeur Nr. 71
  - Reserve-Feldartillerie-Regiment Nr. 1
- Pionier-Bataillon Nr. 301
- Divisions-Nachrichten-Kommandeur Nr. 401

## Kommandeure
| Dienstgrad      | Name                     | Datum                                  |
| --------------- | ------------------------ | -------------------------------------- |
| Generalleutnant | Sigismund von Förster    | 02. August 1914 bis 22. September 1915 |
| Generalmajor    | Conrad Zietlow           | 23. September 1915 bis 1. Januar 1917  |
| Generalleutnant | Johannes von Malachowski | 02. Januar bis 22. April 1917          |
| Generalmajor    | Gustav von Waldersee     | 23. April 1917 bis 10. Januar 1919     |